# Phreatia linearifolia
Phreatia linearifolia är en orkidéart som beskrevs av Rudolf Schlechter. Phreatia linearifolia ingår i släktet Phreatia och familjen orkidéer. Inga underarter finns listade i Catalogue of Life.